# Концерт мастеров украинского искусства
«Конце́рт мастеро́в укра́инского иску́сства» — советский музыкальный фильм-концерт режиссёра Бориса Барнета, снятый в 1952 году на Киевской киностудии. Премьерный показ состоялся 11 мая 1952 года.

## Сюжет
Музыкальный фильм-концерт, созданный режиссёром Борисом Барнетом по канонам массового искусства сталинского времени. Лейтмотивом в фильме звучит «Песня о Сталине» композитора Марка Фрадкина на стихи Михаила Исаковского в исполнении сводного хора, солист Михаил Гришко, украинская народная песня «Закувала та сива зозуля» в исполнении солистов Государственной заслуженной капеллы бандуристов УССР, ода к открытию Волго-Донского канала…
В постановке заняты выдающиеся украинские советские оперные певцы, известные танцевальные коллективы, солисты и ансамбли: Борис Гмыря, Иван Паторжинский, Мария Литвиненко-Вольгемут, Лариса Руденко, Елизавета Чавдар.
Звучат арии из опер: «Запорожец за Дунаем», «Борис Годунов», «Тарас Бульба», «Молодая гвардия».
Представлены сцены из балета «Маруся Богуславка», украинский национальный танец «Гопак» в исполнении Государственного ансамбля танца Украинской ССР в постановке Павла Вирского…

До самой смерти Сталина все национальные правительства занимались съемками таких концертов.
Когда руководство решило создать этот фильм, задача была показать лучшие силы украинского искусства—вокального, оперного, балетного.— Суламифь Цыбульник .

## Коллективы и исполнители
- Михаил Гришко — солист, «Песнь о Сталине»;
- Борис Гмыря — ария Бориса из оперы «Борис Годунов»;
- Дмитрий Гнатюк — ария Остапа из оперы «Тарас Бульба»;
- Лидия Герасимчук — партия Маруси из балета «Маруся Богуславка»;
- Евгения Ершова — партия Леси из балета «Маруся Богуславка»;
- Иван Паторжинский — партия Карася, дуэт Одарки и Карася из оперы «Запорожец за Дунаем»;;
- Мария Литвиненко-Вольгемут — партия Одарки, дуэт Одарки и Карася из оперы «Запорожец за Дунаем»;;
- Лариса Руденко — партия Матери из оперы «Тарас Бульба»;
- Елизавета Чавдар — солистка, песни «Зелен хмель» и «Соловейко»;
- Государственный ансамбль танца Украинской ССР — украинский национальный танец «Гопак»;
- Государственная заслуженная капелла бандуристов УССР — украинские песни и музыка;
- Закарпатский народный хор — «Песнь о Сталине», «фрагмент на открытие Волго-Донского канала».

 и др.

## Статьи и публикации
- Вероника Хлебникова. «Работать с ним было невероятно легко» (Барнет в Киеве). Вспоминают Н.А.Гебдовская, С.М.Цыбульник, Е.М.Василько-Гаккебуш // Киноведческие записки : журнал. — 2002. — № 61. — ISSN 0235-8212.
- Оксана Алдошина. Барнет Борис. «Без вины виноватый» // Искусство кино : журнал. — 1996. — Октябрь (№ 10). — ISSN 0130-6405.